# GRB 080319B
GRB 080319B是一個曾於牧夫座發生的伽瑪射線暴，於2008年3月19日（06:12 UTC）為雨燕衛星所偵測到。它刷新了人類肉眼可見最遠天體的紀錄，其視星等最亮達5.8等，肉眼理論可見時間維持了約半分鐘，亮於9.0等的時間也持續了近一分鐘。
人們測得該射線暴的紅移值為0.937，代表該爆炸發生於大約75億年前，即由宇宙大爆炸開始至今時間的一半。首篇關於此事件的科學論文，关于该事件递交的首份科学报告指出：使用带有近红外滤镜的亚毫米波望远镜，能够容易地发现相当于红移16距离的γ射线暴（GRB），红移值16对应于第一批恒星刚刚形成的早期宇宙——再电离阶段。
這次射線暴的餘暉也刷新了人類有史以來，觀測到宇宙最明亮天體的紀錄，其亮度估計為最明亮超新星SN 2005ap的250萬倍。
據推測，餘暉特別明亮的原因，是因為伽瑪射線噴流直接朝向地球。
除了肉眼可見的最遙遠天體紀錄外，探測衛星也於同一天偵測到共4個射線暴，是歷來最多的。該射線暴以“B”作結尾，代表這是於當天偵測到的第二個射線暴。另外，該衛星也於連續24小時的期間偵測到共5個射線暴，包括GRB 080320。
位於三角座的M33星系距離地球約290萬光年，在發生這次射線暴以前，該星系一直是人類肉眼可見的最遙遠天體。直至事件發生期間，該星系一度「屈居第二」約半分鐘。
該射線暴也是英國科幻小說作家亞瑟·查理斯·克拉克去世後不久才被偵測得到，因此有人主張把是次事件命名為「克拉克事件」。

## 請參閱
- 雨燕衛星